# Sinus- und Kosinus-Transformation
Die Sinus- und Kosinus-Transformation sind zwei Varianten der kontinuierlichen Fourier-Transformation, die ausschließlich für reelle Zahlen definiert sind, im Gegensatz zur Fourier-Transformation, welche für komplexe Zahlen definiert ist. Sie sind Integraltransformationen mit Anwendungen im Bereich der Signalverarbeitung. Davon abgeleitet sind für zeitdiskrete Signalfolgen die Diskrete Kosinustransformation (DCT) und die Diskrete Sinustransformation (DST).

## Allgemeines
Der Kern der Fourier-Transformation lässt sich mittels der Eulerschen Identität in einen Real- und Imaginärteil aufspalten:
{\displaystyle \mathrm {e} ^{\mathrm {i} \,x}=\cos \left(x\right)+\mathrm {i} \cdot \sin \left(x\right)}
wobei {\displaystyle \mathrm {i} } die imaginäre Einheit ist (in der Technik wird üblicherweise {\displaystyle \mathrm {j} } für diese verwendet, da {\displaystyle \mathrm {i} } bereits für die Stromstärke verwendet wird). Der Realteil wird als Kern der Kosinus-Transformation und der Imaginärteil als Kern der Sinus-Transformation verwendet. Die Kosinus-Funktion ist eine gerade Funktion, die Kosinus-Transformation bildet den geraden Signalanteil der Fourier-Transformierte eines reellen Signals ab. Analog dazu bildet die ungerade Sinus-Funktion den ungeraden Signalanteil der Fourier-Transformierte eines reellen Signals ab.

### Sinus-Transformation
Die Sinus-Transformation ist für reelle Signale {\displaystyle y(t)} definiert durch:
{\displaystyle \mathrm {Y_{s}} (f)={\mathcal {SIN}}\{y(t)\}=\int _{-\infty }^{\infty }y(t)\sin(2\pi ft)\,\mathrm {d} t}

### Kosinus-Transformation
Die Kosinus-Transformation ist für reelle Signale {\displaystyle y(t)} definiert durch:
{\displaystyle \mathrm {Y_{c}} (f)={\mathcal {COS}}\{y(t)\}=\int _{-\infty }^{\infty }y(t)\cos(2\pi ft)\,\mathrm {d} t}

### Umkehr-Transformation
Die Kosinus- bzw. Sinus-Transformation enthält nur Informationen über die geraden bzw. ungeraden Anteil des transformierten Signals, daher werden beide benötigt, um das Signal wiederherzustellen (außer wenn bereits bekannt ist, dass das Signal gerade bzw. ungerade war, da dann natürlich der ungerade bzw. gerade Anteil 0 ist):
{\displaystyle y(t)=\underbrace {2\int _{-\infty }^{\infty }\mathrm {Y_{c}} (f)\cos(2\pi ft)\,\mathrm {d} f} _{\text{Gerader Anteil}}+\underbrace {2\int _{-\infty }^{\infty }\mathrm {Y_{s}} (f)\sin(2\pi ft)\,\mathrm {d} f} _{\text{Ungerader Anteil}}}
Wie bei Fourier-Transformationen und ihren Verwandten üblich kann der notwendige Vorfaktor (hier {\displaystyle 2}) beliebig zwischen Transformation und Umkehr-Transformation aufgeteilt werden.  Häufige Varianten sind eine (unsichtbare) {\displaystyle 1} bei der (Ko-)Sinus-Transformation und eine {\displaystyle 2} bei der Umkehr-Transformation (wie in diesem Artikel verwendet), oder den Vorfaktor symmetrisch auf beide aufzuteilen, also {\displaystyle {\sqrt {2}}} für beide.

### Zusammenhang
Die Fourier-Transformation
{\displaystyle \mathrm {Y} (f)={\mathcal {F}}\{y(t)\}=\int _{-\infty }^{\infty }y(t)\,e^{-2\pi \mathrm {i} f\cdot t}\,\mathrm {d} t}
lässt sich für reelle Signale {\displaystyle y(t)} aus der Sinus- und Kosinus-Transformation bilden:
{\displaystyle {\mathcal {F}}\{y(t)\}={\mathcal {COS}}\{y(t)\}-\mathrm {i} \cdot {\mathcal {SIN}}\{y(t)\}.}
Für die speziellen Fälle von reellen und geraden Signalen geht die Fourier-Transformation in die Kosinus-Transformation über, für reelle und ungerade Signale geht sie, bis auf einen konstanten Vorfaktor, in die Sinus-Transformation über.